# Video Toaster
Video Toaster – system do tworzenia i edycji wideo, przeznaczony początkowo dla komputerów Amiga. Jego producentem jest firma NewTek, założona przez Tima Jenisona.

## Pierwsza generacja systemu
Prototyp karty został skonstruowany przez Brada Carvey'a, a za oprogramowanie odpowiadał Steve Kell. Video Toaster został wydany jako komercyjny produkt w październiku 1990 roku dla komputera Commodore Amiga 2000. Element sprzętowy systemu był umieszczany w slocie karty wideo komputera. Z tego powodu nie mógł pracować we wcześniejszych modelach komputerów Amiga (500 i 1000), które takiego slotu nie miały. Karta była wyposażona w cztery wejścia i dwa wyjścia wideo (gniazda typu BNC). System umożliwiał miksowanie do czterech sygnałów wideo w czasie rzeczywistym. Powstała również wersja dla komputera Amiga 4000.
Do Video Toastera dołączony był program LightWave umożliwiający modelowanie i renderowanie scen oraz animacji 3D. Program z czasem zdobył tak dużą popularność, że został wydany jako samodzielny produkt.

## The Video Toaster Flyer
Drugą generację systemu NewTek nazwał Video Toaster Flyer. Flyer był już systemem edycji nieliniowej. Sprzęt został stworzony dla komputerów Amiga ze slotami Zorro II. Karta w praktyce była drugim komputerem, wyposażonym we własny mikroprocesor z wbudowanym oprogramowaniem i trzy kontrolery SCSI: dwa wykorzystywane do przechowywania danych video i jeden dla dźwięku.
W roku 2004 został upubliczniony kod źródłowy oprogramowania dla komputerów Amigi .

## Późniejsze generacje
Następne generacje systemu tworzone były dla Komputerów typu PC pracujących pod kontrolą systemu operacyjnego Microsoft Windows. W roku 2002, razem z pojawieniem się wersji drugiej systemu dla komputerów typu PC, jego nazwa został zmieniona na „VT”. Od wersji 4.6 system obsługuje standard SDI (przy użyciu dodatkowego adaptera SX-SDI). Najnowsza wersja, wydana w roku 2007, nazwana jest VT[5].
W roku 2005 firma NewTek rozpoczęła sprzedaż uproszczonej wersji VT, przeznaczonej do zastosowań mobilnych, o nazwie „TriCaster”. Jest to komputer PC zamknięty w niewielkiej obudowie z wyjściami i wejściami wideo rozmieszczonymi na płycie czołowej. Obecnie istnieją trzy wersje systemu TriCaster: podstawowy TriCaster, TriCaster PRO oraz TriCaster STUDIO – ten ostatni używający nieco większej obudowy. Wersje te różnią się od siebie rodzajami i ilością dostępnych wejść i wyjść, a także dodatkową funkcjonalnością, taką jak wirtualne studio. 13 grudnia 2007 roku firma NewTek na swoim forum ogłosiła czwarty produkt z tej serii: TriCaster PRO FX, będący modelem pośrednim pomiędzy TriCasterem PRO a TriCasterem STUDIO.

## Filmy
Filmy, w których efekty specjalne były tworzone z wykorzystaniem systemu Video Toaster:
- Jurassic Park
- Babylon 5
- Kroniki młodego Indiany Jonesa
- SeaQuest